# Замок Ратфарнем
Замок Ратфарнем (англ. Rathfarnham Castle) — один из замков Ирландии, расположенный в графстве Дублин.

## История
На месте нынешнего замка Ратфарнем, который был построен в XVI веке, стоял более древний замок, построенный в норманнском стиле. Время его строительства остался неизвестным, потому что от него ничего не осталось. Замок Ратфарнем был построен на землях, которые были конфискованы у семьи Юстас Билтингласс за то, что эта семья поддержала Второе восстание Десмонда за независимость Ирландии. Замок, стоявший здесь до того был построен для защиты английской колонии Пейл от нападений ирландских кланов О'Тул и О'Бирн, которые имели свои независимые королевства на землях нынешнего графства Уиклоу и пытались вернуть себе земли Пейл. Нынешний замок Ратфарнем был построен в 1583 году для английского аристократа Адама Лофтус, родом из Йоркшира. Затем он стал лорд-канцлером Ирландии и архиепископом Дублина. Изначально замок Ратфарнем представлял собой классический замок, укрепленный зубчатыми стенами, бойницами. Но в XVIII веке он был существенно перестроен и получил вид загородного особняка в стиле короля Георга.
Нынешний замок Ратфарнем представляет собой квадратное здание на четыре этажа с выступающей башней на каждом углу. Стены более 5 футов (1,5 м) толщиной. На первом этаже две комнаты со сводами, разделенных стеной толщиной более 10 футов (3,0 м), которая поднимается на всю высоту замка. На одном из этажей есть гостиная XVIII века, над ней бывший танцевальный зал, который был затем превращен в часовню.
Замок Ратфарнем был описан как «разрушенное имение», когда Адам Лофтус купил его. Замок был достроен и перестроен в 1600 году, после того, как он пережил Девятилетнюю войну и потерпел нападений со стороны повстанцев из ирландских кланов графства Уиклоу.